# Szárliget
Szárliget község Komárom-Esztergom vármegyében, a Tatabányai járásban. 1983-ig Szár része volt és 1999-ig Fejér megyéhez tartozott.

## Fekvése
A Komárom-Esztergom vármegyei település a Vértes és a Gerecse hegység határvonalán, két hegyvonulat között helyezkedik el. Közigazgatási területén áthalad az 1-es főút, az M1-es autópálya és a „régi 100-as”, mai számozással 8101-es út is, de központján csak a 8113-as út halad keresztül.
A Tatabánya Felsőgalla nevű városrészétől alig 4, városközpontjától mintegy 10 kilométerre fekvő falut a hazai vasútvonalak közül a Budapest-Tatabánya - Győr - Komárom érinti, amely gyakorlatilag kettészeli azt. A vasútnak a község területén két megállási pontja van: Szár megállóhely és Szárliget vasútállomás; előbbi közúti elérését a Szár keleti részén induló 81 310-es, utóbbiét a Szárliget központjában kiágazó 13 321-es számú mellékút teszi lehetővé.
Vonattal és busszal Tatabánya, Bicske és Budapest is elérhető közelségben van.

## Története
E térség ősidők óta lakott, kelták, rómaiak, hunok éltek ezen a helyen.
Az 1900-as évek elején a település mai területét felparcellázták és rokkant-nyugdíjasoknak, tisztviselőknek értékesítették. Kedvezményes lakásépítési kölcsönnel is támogatták a letelepedőket. A települést 1930-ig Rokkanttelepnek nevezték, 1945-ig Szár-Újtelepnek vagy Újszárnak, 1971-ig Szár II-nek, majd hivatalosan 1971-től Szárligetnek.
Szárliget 1984. január 1-jével alakult önálló községgé Szártól elválva de közös tanácsot fenntartva vele és Újbarokkal, majd 1989-ben önálló tanácsot alakíthatott.
A községben egyetlen ipari vállalkozás a fatelep, amely kb. 20 főt foglalkoztat. A rossz minőségű, köves, nehezen művelhető talaj és a domborzatból adódó hűvösebb éghajlat miatt a falu határában kevés a mezőgazdasági művelésre alkalmas földterület, ezért termelőszövetkezet a községben nem működött. Az itt élők többsége Tatabányán, Bicskén és Budapesten dolgozott ingázóként, emiatt a rendszerváltást követően a munkanélküliség súlyosan érintette a falu lakosságát.
A község rendelkezik villany-, víz- és gázvezetékkel, szennyvízcsatornával, vezetékes telefonhálózattal, kábeltévé-hálózattal. Az utcák 75%-a aszfaltozott, a többi murvázott. A községben óvoda és alapfokú oktatás is működik. A közeli városok (Tatabánya és Bicske) felé jó a közlekedés autóbusszal, vasúton és gépkocsival is. Fekvése, tiszta levegője, jó minőségű ivóvize alkalmassá tenné a gyógyturizmus és a wellness-turizmus fejlesztésére.[forrás?]
Szárliget lakói többször kezdeményezték a község Komárom-Esztergom megyéhez történő átcsatolását, amire végül 1999-ben került sor.

## Közélete

### Polgármesterei
- 1990–1994: Kovács Jenő (MDF)[3]
- 1994–1998: Kovács Jenő (független)[4]
- 1998–2002: Andráska Gyula (független)[5]
- 2002–2006: Andráska Gyula (független)[6]
- 2006–2008: Andráska Gyula (független)[7]
- 2008–2010: Mezei Ferenc (független)[8]
- 2010–2014: Mezei Ferenc (független)[9]
- 2014–2019: Mezei Ferenc (független)[10]
- 2019–2024: Mezei Ferenc (független)[11]
- 2024– : Mezei Ferenc (független)[1]

A településen 2008. december 7-én időközi polgármester-választást tartottak, az előző polgármester lemondása miatt. A választáson aránylag nagy számú, összesen hét jelölt indult, a győztes az érvényes szavazatok 26,94 %-ával szerzett mandátumot.

## Népesség
A település népességének változása:
| Lakosok száma | 1529 | 1976 | 2062 | 2315 | 2304 | 2350 | 2513 | 2503 | 2407 | 2366 |
|               | 1986 | 1995 | 2000 | 2010 | 2014 | 2015 | 2019 | 2021 | 2022 | 2024 |

A 2011-es népszámlálás során a lakosok 85,9%-a magyarnak, 0,2% lengyelnek, 2,8% németnek, 0,3% szlováknak mondta magát (13,9% nem nyilatkozott; a kettős identitások miatt a végösszeg nagyobb lehet 100%-nál). A vallási megoszlás a következő volt: római katolikus 24,4%, református 7,7%, evangélikus 0,8%, felekezeten kívüli 41,4% (23,7% nem nyilatkozott).
2022-ben a lakosság 88,7%-a vallotta magát magyarnak, 2,2% németnek, 0,3% románnak, 0,2% ruszinnak, 0,2% cigánynak, 0,2% ukránnak, 0,2% szlováknak, 0,1-0,1% szerbnek és lengyelnek, 3,5% egyéb, nem hazai nemzetiségűnek (11,1% nem nyilatkozott; a kettős identitások miatt a végösszeg nagyobb lehet 100%-nál). Vallásuk szerint 18,5% volt római katolikus, 6,5% református, 0,7% evangélikus, 0,1% ortodox, 1,1% egyéb keresztény, 0,3% egyéb katolikus, 27,1% felekezeten kívüli (45,3% nem válaszolt).

## Nevezetességei
- Zuppa-hegy
- A Gallamente Munkacsoport mozgalom központja
- A település a Kinizsi Százas egyik célállomása
- A településen áthalad az Országos Kéktúra.

## Külső hivatkozások
- Hivatalos oldal